# المفتاحية
المفتاحية بلدة سوريّة تتبع إداريّاً لمحافظة حلب منطقة منبج ناحية مسكنة، بلغ تعداد سكانها 1,886 نسمة حسب التعداد السكاني لعام 2004.